# زین ملک
زِیْن جواد ملک (انگلیسی: Zain Javadd Malik؛ زادهٔ ۱۲ ژانویه ۱۹۹۳) که بیشتر تنها با نام زین شناخته می‌شود، خواننده و ترانه‌نویس انگلستانی است. او به‌عنوان هنرمند انفرادی برای رقابت در برنامهٔ موسیقی بریتانیایی ایکس فاکتور در سال ۲۰۱۰ مورد آزمایش قرار گرفت. پس از اینکه به عنوان خواننده انفرادی حذف شد، ملک به همراه چهار نفر دیگر به رقابت بازگشت که به تشکیل گروه پسرانه وان دایرکشن منجر شد. زین در مارس ۲۰۱۵ از گروه جدا شد و یک قرارداد موسیقی انفرادی با آرسی‌ای امضا کرد.
زین در سال ۲۰۱۶ نخستین آلبوم استودیویی تک‌نفره خود را با نام ذهن من منتشر کرد که در سبک آلترناتیو آراندبی بود و به موفقیت تجاری رسید. تک‌آهنگ‌های او «نمی‌خواهم تا ابد زنده باشم» با همکاری تیلور سوئیفت و «بامداد تا شامگاه» با حضور سیا به‌شکل جهانی موفق بودند. آلبوم‌های بعدی وی، سقوط ایکاروس در ۲۰۱۸ و نیست گوش شنوا در ۲۰۲۱ منتشر شدند. او در آلبوم اتاق زیر پله‌ها (۲۰۲۴) سبک‌هایی مانند سافت راک را تجربه کرد.

## ابتدای زندگی
زین جواد ملک در ۱۲ ژانویه ۱۹۹۳ در برادفورد، یورک‌شر غربی، انگلستان متولد شد. او ملیتی پاکستانی بریتانیایی دارد؛ پدر او یاسر ملک و مادرش، تریسیا برنان ملک، انگلیسی از نسل ایرلندی‌ها است. مادر او برای ازدواج بنا بر شریعت اسلام مسلمان شد.
او یک خواهر بزرگتر به نام دنیا و دو خواهر جوانتر به نام‌های صفا و ولیحا دارد.

## اکس فکتور
زین در سال ۲۰۱۰ در فصل هفتم اکس فاکتور بریتانیا «آهنگ بگذار عاشقت باشم» را خواند. او مانند دیگر اعضای گروه وان دایرکشن در Bootcamp ناموفق بود. اما با رأی داور مهمان، نیکل شرزینگر، ملک و دیگر اعضای وان دایرکشن در استودیو Wembley به عنوان گروه به خانه داوران راه پیدا کردند.
نام گروه توسط هری استایلز عضو دیگر این گروه گذاشته شد. آن‌ها در خانه سایمن کاول که مربی آن‌ها بود آهنگ Torn را خواندند و در نهایت به اجراهای زنده در اکس فاکتور راه پیدا کردند اما در هفتهٔ نهایی سوم شدند. در این مدت آن‌ها طرفداران بسیاری در سراسر بریتانیا بدست آوردند.
آن‌ها آهنگ «همیشه جوان» را برای بردشان در اکس فاکتور حاضر کرده بودند که موفق به انتشار رسمی آن نشدند. اما مدتی بعد این آهنگ در سطح اینترنت لو رفت. چندی بعد آن‌ها با سایکو ریکوردز، متعلق به سایمون کاول، قرارداد بستند.

## وان دایرکشن

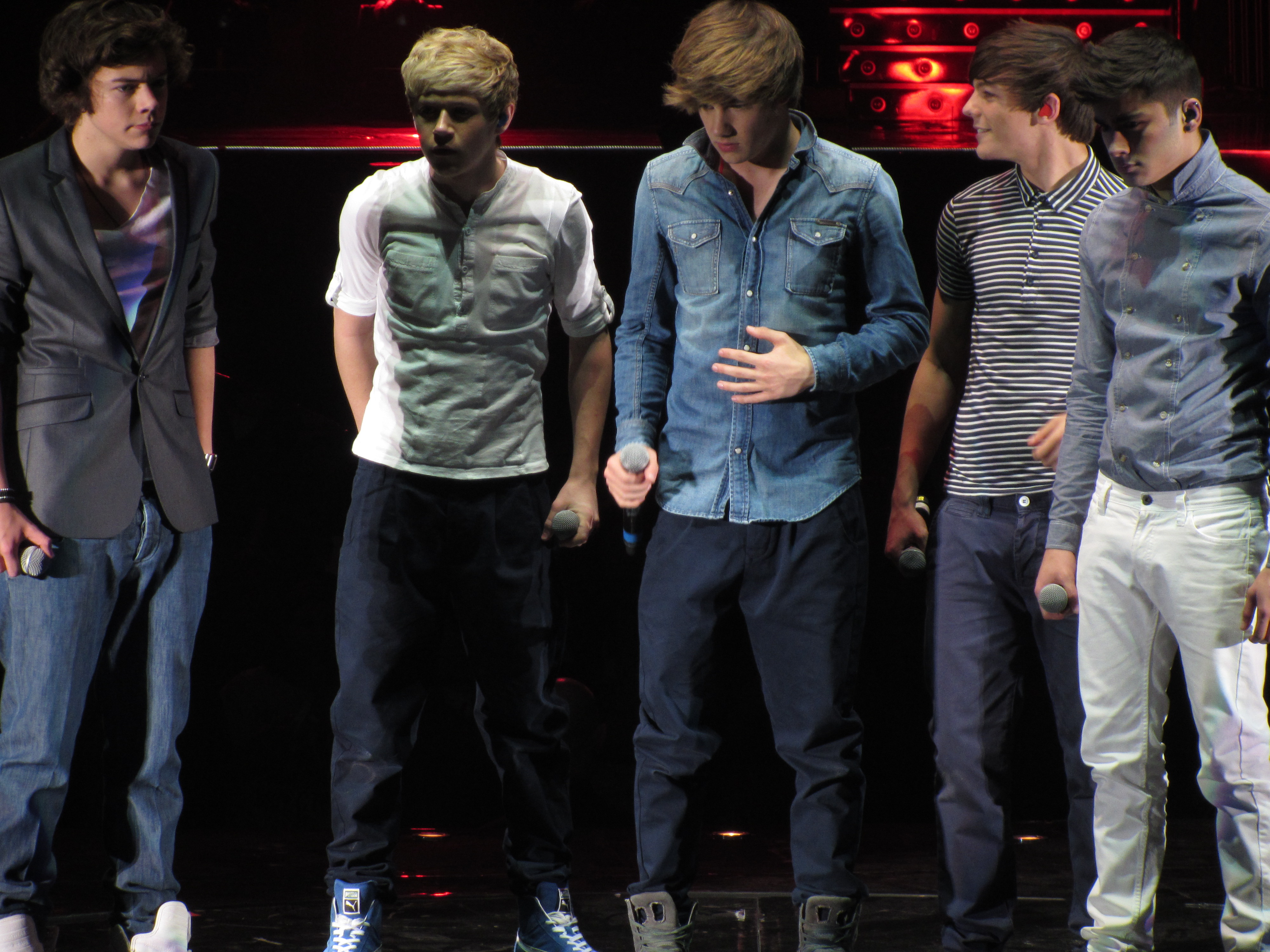
زین به همراه اعضای وان دیرکشن

- همه شب بیدار (۲۰۱۱)
- مرا به خانه ببر (۲۰۱۲)
- خاطرات شبانه (۲۰۱۳)
- چهار (۲۰۱۴)

## زندگی شخصی
زین با پری ادواردز خوانندهٔ عضو گروه لیتل میکس که در سال ۲۰۱۱ در ایکس فاکتور بریتانیا برنده شدند، در دسامبر ۲۰۱۱ وارد رابطه شد. آنها در اوت ۲۰۱۳ نامزد کردند. این رابطه پس از چهار سال در ۴ اوت ۲۰۱۵ پایان یافت.
از سال ۲۰۱۵ تا ۲۰۲۱ جیجی حدید مدل آمریکایی شریک زندگی وی بوده است. حدید در نماهنگ گفتگو بالشی زین حضور یافت.
ملک مسلمان زاده است اما در مصاحبه‌ای در سال ۲۰۱۸ اعلام کرد که اعتقادی به هیچ دینی نداشته و خود را مسلمان نمی‌داند.
پس از فاش‌شدن اینترنتی خبر بارداری حدید، شریک زندگی ملک، در ۲۸ آوریل ۲۰۲۰ توسط تی‌ام‌زی حدید سرانجام در برنامه امشب با اجرای جیمی فلن این خبر را تأیید کرد. این زوج در سپتامبر ۲۰۲۰ صاحب فرزند دختر شدند.
رابطه زین ملک و جیجی حدید در اکتبر ۲۰۲۱، پس از آنکه مادر جیجی، یولاندا زین را به خشونت و آزار و اذیت متهم کرد به پایان رسید اسناد دادگاه حاکی از آن است که زین، یولاندا حدید را در کمد انداخته و از کلمات زننده و تهدید آمیز استفاده کرده است که باعث ناراحتی روحی و جسمی یولاندا شده است. زین توسط دادگاه پنسیلوانیا به ۳۶۰ روز آزادی مشروط و گذراندن دوره‌های آموزش مدیریت خشم و خشونت خانگی محکوم شد.

## انتشار خودزندگینامه
زین کتابش که بخشی از زندگی‌نامه اوست را ۱ نوامبر ۲۰۱۶ منتشر کرد. این کتاب را خودش نوشته و گفته خوانندگان کتاب با مطالعه آن با زندگی او روبرو می‌شوند. این کتاب یک سفر تصویری در زندگی این خواننده نیز هست. این کتاب دربرگیرنده مجموعه‌ای از افکار این خواننده جوان و آن چیزهایی است که الهام‌بخش او شدند و علاوه بر آن فرازهایی از زندگی شخصی او را نیز در کنار یادداشت‌ها و طراحی‌هایش و نیز عکس‌های شخصی او را دربرمی‌گیرد.
در مقدمه کتاب زین ملک می‌گوید: «می‌خواهم به شما تا آنجا را که می‌توانم نشان دهم تا بتوانید دربارهٔ من با کلمات خود من قضاوت کنید، نه برمبنای آنچه مطبوعات و هر فرد دیگری به زبان می‌آورد.»

## آلبوم‌شناسی
- ذهن من (۲۰۱۶)
- سقوط ایکاروس (۲۰۱۸)
- نیست گوش شنوا (۲۰۲۱)
- اتاق زیر پله‌ها (۲۰۲۴)

## جوایز و نامزدها
| سال  | جایزه                     | رده                                            | نامزده‌شده/کار                                 | نتیجه    | منابع  |
| ---- | ------------------------- | ---------------------------------------------- | --------------------------------------------- | -------- | ------ |
| ۲۰۱۵ | The Asian Awards          | Outstanding Contribution to Music              | زین                                           | برنده    | [ ۱۸ ] |
| ۲۰۱۵ | جوایز برگزیده نوجوانان    | Fashion Choice Male Hottie                     | زین                                           | نامزدشده | [ ۱۹ ] |
| ۲۰۱۶ | MTV Italian Music Awards  | Best International Male                        | زین                                           | نامزدشده | [ ۲۰ ] |
| ۲۰۱۶ | MTV Millennial Awards     | International Hit of the Year                  | «گفتگو بالشی»                                 | نامزدشده | [ ۲۱ ] |
| ۲۰۱۶ | جشنواره ماچ موزیک ویدئو   | آی هارت ریدیو International Artist of the Year | زین                                           | نامزدشده | [ ۲۲ ] |
| ۲۰۱۶ | جشنواره ماچ موزیک ویدئو   | Most Buzzworthy International Artist or Group  | زین                                           | نامزدشده | [ ۲۳ ] |
| ۲۰۱۶ | جوایز برگزیده نوجوانان    | Choice Male Artist                             | زین                                           | نامزدشده | [ ۲۴ ] |
| ۲۰۱۶ | جوایز برگزیده نوجوانان    | Choice Song: Male Artist                       | زین                                           | نامزدشده | [ ۲۴ ] |
| ۲۰۱۶ | جوایز برگزیده نوجوانان    | Choice Music: Breakout Artist                  | زین                                           | برنده    | [ ۲۴ ] |
| ۲۰۱۶ | جوایز برگزیده نوجوانان    | Choice Summer Song                             | "مثل من"                                      | نامزدشده | [ ۲۴ ] |
| ۲۰۱۶ | جوایز برگزیده نوجوانان    | Choice Summer Male Star                        | زین                                           | برنده    | [ ۲۴ ] |
| ۲۰۱۶ | جوایز برگزیده نوجوانان    | انتخاب سبک: مرد                                | زین                                           | نامزدشده | [ ۲۴ ] |
| ۲۰۱۶ | جوایز برگزیده نوجوانان    | پادشاه شبکه‌های اجتماعی                         | زین                                           | نامزدشده | [ ۲۴ ] |
| ۲۰۱۶ | جوایز برگزیده نوجوانان    | انتخاب مرد جذاب                                | زین                                           | نامزدشده | [ ۲۵ ] |
| ۲۰۱۶ | جایزه موزیک ویدئوی ام‌تی‌وی | Best Visual Effects                            | «مثل من»                                      | نامزدشده | [ ۲۶ ] |
| ۲۰۱۶ | جایزه موسیقی ام‌تی‌وی اروپا | بهترین فعالیت بریتانیایی                       | زین                                           | نامزدشده | [ ۲۷ ] |
| ۲۰۱۶ | BMI London Awards         | جایزه ترانه‌های پاپ                             | "شب تغییر می‌کنه"                              | برنده    | [ ۲۸ ] |
| ۲۰۱۶ | جوایز موسیقی آمریکا       | هنرمند جدید سال                                | زین                                           | برنده    | [ ۲۹ ] |
| ۲۰۱۶ | Music Choice              | بهترین هنرمند تک جدید                          | زین                                           | برنده    | [ ۳۰ ] |
| ۲۰۱۷ | جایزه برگزیده مردم        | Favorite Breakout Artist                       | زین                                           | نامزدشده | [ ۳۱ ] |
| ۲۰۱۷ | جایزه برگزیده مردم        | ترانه محبوب                                    | "گفتگو بالشی"                                 | نامزدشده | [ ۳۱ ] |
| ۲۰۱۷ | Brit Awards               | خواننده بریتانیایی سال                         | "گفتگو بالشی"                                 | نامزدشده |        |
| ۲۰۱۷ | Brit Awards               | ویدیوی بریتانیایی                              | "گفتگو بالشی"                                 | نامزدشده |        |
| ۲۰۱۷ | Billboard Power 100       | Power Artists                                  | زین                                           | برنده    | [ ۳۲ ] |
| ۲۰۱۷ | iHeartRadio Music Awards  | بهترین نماهنگ                                  | "گفتگو بالشی"                                 | نامزدشده | [ ۳۳ ] |
| ۲۰۱۷ | iHeartRadio Music Awards  | بهترین هنرمند جدید پاپ                         | زین                                           | نامزدشده | [ ۳۳ ] |
| ۲۰۱۷ | iHeartRadio Music Awards  | Best Solo Breakout                             | زین                                           | برنده    | [ ۳۳ ] |
| ۲۰۱۷ | ان‌ام‌ای آواردز             | بهترین مرد بریتانیایی                          | زین                                           | نامزدشده | [ ۳۴ ] |
| ۲۰۱۷ | ان‌ام‌ای آواردز             | بهترین چهره                                    | زین                                           | نامزدشده | [ ۳۴ ] |
| ۲۰۱۷ | جوایز موسیقی رادیو دیزنی  | بهترین همکاری                                  | «نمی‌خواهم تا ابد زنده باشم» (با تیلور سوئیفت) | نامزدشده | [ ۳۵ ] |
| ۲۰۱۷ | جایزه موسیقی بیلبورد      | هنرمند جدید برتر                               | زین                                           | برنده    | [ ۳۶ ] |
| ۲۰۱۷ | جوایز برگزیده نوجوانان    | همکاری منتخب                                   | "نمی‌خواهم تا ابد زنده باشم" (با تیلور سوئیفت) | نامزدشده |        |
| ۲۰۱۷ | جایزه موزیک ویدئوی ام‌تی‌وی | همکاری منتخب                                   | "نمی‌خواهم تا ابد زنده باشم" (با تیلور سوئیفت) | برنده    | [ ۳۷ ] |
| ۲۰۱۷ | BMI London Awards         | ترانه سال                                      | "گفتگو بالشی"                                 | نامزدشده | [ ۳۸ ] |
| ۲۰۱۷ | BMI London Awards         | جایزه ترانه‌های پاپ                             | "گفتگو بالشی"                                 | برنده    | [ ۳۹ ] |
| ۲۰۱۷ | جایزه موسیقی ام‌تی‌وی اروپا | بهترین چهره                                    | زین                                           | برنده    | [ ۴۰ ] |
| ۲۰۱۸ | جایزه بریت                | ویدیوی بریتانیایی سال                          | "نمی‌خواهم تا ابد زنده باشم" (با تیلور سوئیفت) | نامزدشده | [ ۴۱ ] |